# Englands parlament

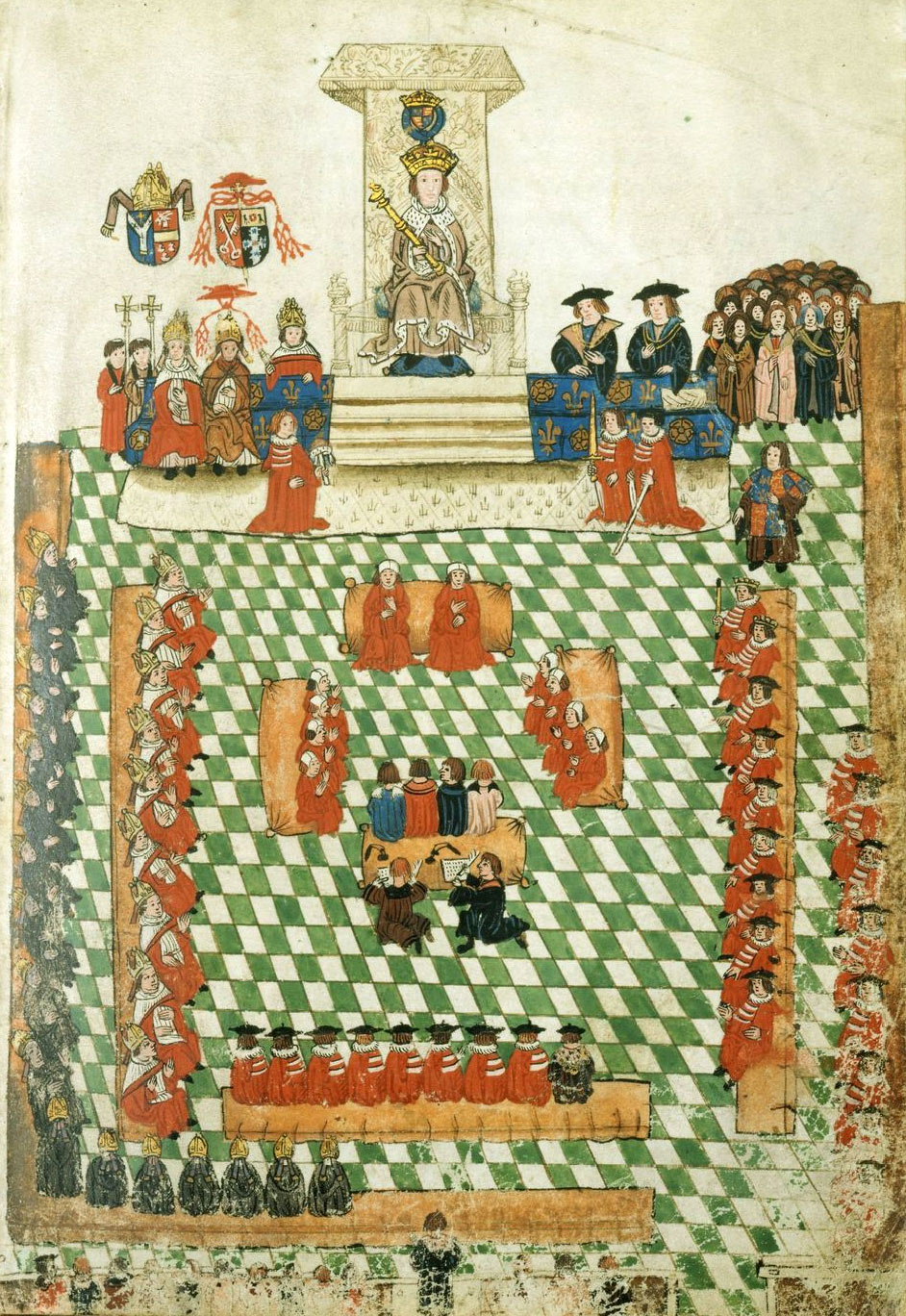
Illustration föreställande Englands parlament under Henrik VIII, år 1523 (ur Wriothesley Garter Book)

Kungariket Englands parlamentet hade sitt ursprung i det anglosaxiska Witenagemot. 
Efter den normandiska erövringen 1066 införde Vilhelm Erövraren ett feodalt system, där han tog råd av en rådsförsamling bestående av vasaller och kyrkomän innan han stiftade lagar. 1215 uppnådde främst adeln nya rättigheter genom avtalet Magna Carta med kung Johan, men även i viss mån landets invånare i gemen. Detta slog fast att kungen inte fick införa eller samla in nya skatter (förutom de feodala skatter som de dittills var vana vid) utan samtycke från det kungliga rådet, som långsamt utvecklades till ett parlament.
År 1265 sammankallade Simon de Montfort, 6:e earl av Leicester det första valda parlamentet. Rösträtten i parlamentsval för grevskapsvalkretsar var likadan i hela landet, och omfattade alla som ägde egen mark till en årlig hyra på 40 shilling. I städerna (boroughs) varierade rösträtten mellan olika delar av landet. Edvard I:s "modellparlament" 1295 följde ett liknande system. På Edvard II:s tid hade parlamentet indelats i två kammare; en med adeln och det högre prästerskapet och en med representanter för grevskap och städer. Ingen lag kunde stiftas och ingen skatt upptas utan godkännande av båda kamrarna samt av monarken.
Genom Laws in Wales Acts från 1535–42 blev Wales annekterat som en del av England och fick representanter i parlamentet. När Elisabet I 1603 efterträddes av den skotske kungen Jakob VI (som därmed blev Jakob I av England) föll båda länderna under hans styre men de behöll varsitt parlament. Jakob I:s efterträdare, Karl I, grälade med det engelska parlamentet och denna konflikt utvecklades till det engelska inbördeskriget. Karl blev avrättad 1649 och i Oliver Cromwells republik Commonwealth of England avskaffades överhuset, och underhuset blev underkastat Cromwell. Efter Cromwells död restaurerades 1660 monarkin och överhuset.
I samband med att man fruktade en katolsk tronföljare genomfördes den ärorika revolutionen 1688, då kung Jakob II avsattes och landet kom att styras gemensamt av Maria II och Vilhelm III. När dessa gick med på Englands Bill of Rights infördes en konstitutionell monarki, även om kronans överhöghet fanns kvar. För tredje gången krävdes ett Convention Parliament, det vill säga ett som inte sammankallats av kungen, för att avgöra tronföljden.